# Бошицький Юрій Ладиславович
Боши́цький Юрій Ладисла́вович  (* 29 вересня 1959, м. Ужгород) — український державний діяч і ректор Київського університету права НАН України, Заслужений юрист України, професор, кандидат юридичних наук.

## Біографія
У 1985 році закінчив навчання на юридичному факультеті Київського національного університету імені Тараса Шевченка.
Після отримання вищої юридичної освіти працював в Міністерстві юстиції УРСР консультантом, головним консультантом.
З 1986 року в Інституті держави і права ім. В. М. Корецького УРСР пройшов шлях від молодшого, наукового, старшого наукового співробітника відділу державно-правових проблем управління (з 1986–1996 рр.), старшого наукового співробітника відділу проблем цивільного, трудового і підприємницького права (з 1996 р.) до керівника Міжнародного центру правових проблем інтелектуальної власності при Інституті (з 2001 р.).
У 1989 р. захистив дисертацію на здобуття наукового ступеня кандидата юридичних наук.
З 2002 по 2006 рр. очолював Навчально-консультативний центр
Київського університету права Національної Академії
наук України в м. Ужгороді(за сумісництвом).
Науковий доробок: становить близько 250 наукових праць, з них 3 індивідуальних і 15 колективних монографічних праць, трьох навчальних посібників, 230 наукових і науково-публіцистичних статей. Автор статей з питань права інтелектуальної власності 6-томної Юридичної енциклопедії, Великого енциклопедичного юридичного словника та Енциклопедії цивільного права.

## Нагороди
- орден «За заслуги» ІІІ ступеня (2015)[1]
- орден «За заслуги» ІІ ступеня (2018)[2]
- великий золотий почесний знак «За заслуги перед Австрійською Республікою»‎ (2013)[2]
- нагрудний знак «Відмінник освіти України» (2007)[2]
- заслужений юрист України (2009)[2]
- премія імені Ярослава Мудрого (2009)  «за видатні досягнення в науково-дослідницькій діяльності з проблем правознавства»[3]

## Відомі праці
- Інтелектуальна власність в Україні проблеми теорії і практики": Монографія (у співав.) (2002 р.);
- Розділ «Право інтелектуальної власності» в 2-томному підручнику Цивільне право України"(2003 р.);
- «Науково-практичний коментар Цивільного Кодексу України» (у співав.) (2004 р.);
- «Правова охорона комерційних позначень в Україні: проблеми теорії і практики»: (2006 р.);
- «Європейська інтеграція України: політико-правові проблеми» (2005 р.);
- «Комерційні позначення: основні правові питання» (2006 р.);
- «Гендерні паритети в умовах транформації суспільства» (у співав.) (2007 р.);
- «Право інтелектуальної власності».-Навчальний посібник з грифом «Рекомендовано Міністерством освіти і науки України для студентів вищих навчальних закладів»(2007 р.);
- "Еволюція цивільного законодавства України: проблеми теорії та практики (у співав.) (2007 р.); *"Державно-правове регулювання в умовах трансформації суспільних відносин" (у співав.) (2009 р.);
- «Мала енциклопедія права інтелектуальної власності» (у співав.) (2009 р.);
- «Мала енциклопедія теорії держави і права» (у співав.) (2010 р.);
- «Правова охорона винаходів та корисних моделей в Україні: проблеми теорії та практики»: Монографія, (у співав.) (2010 р.);
- «Правоутворення в Україні: теоретико-методологічні та прикладні аспекти»: Монографія (у співав.) (2010 р.);
- «Мала енциклопедія приватного права» (у співав.) (2011 р.);
- «Правова охорона творів образотворчого мистецтва в Україні»: Монографія (у співав.) (2011 р.).
- «Суб'єкти цивільного права» (2009);
- «Державно-правове регулювання в умовах трансформації суспільних відносин» (2009);
- навчальний посібник «Мала енциклопедія права інтелектуальної власності» (2009)

## Напрямки наукової діяльності
Основні напрямки наукової діяльності: пов'язані з дослідженням теоретичних засад права інтелектуальної власності, проблем авторського права та права промислової власності. Предметом його досліджень є правова охорона комерційних позначень в Україні та гармонізація вітчизняного законодавства в сфері інтелектуальної власності з міжнародним.
Ю. Л. Бошицький активно сприяє створенню вітчизняної школи права інтелектуальної власності. Під його керівництвом захистили кандидатські дисертації 8 аспірантів, 9 аспірантів та здобувачів досліджують
найбільш актуальні аспекти права інтелектуальної власності.
законопроєктна робота: брав участь в складі робочої групи по розробці Книги Четвертої нового Цивільного Кодексу України, є одним з авторів проєкту Закону України «Про наукові відкриття», членом робочої групи МОН України з підготовки проєкту Закону України "Про внесення змін до Закону України «Про вищу освіту» відповідно до вимог Болонського процесу.
Співпрацює з журналом «Інтелектуальна власність».